# 坂根正弘
坂根 正弘（さかね まさひろ、1941年1月7日 - ）は、日本の実業家。小松製作所代表取締役社長、産業革新投資機構取締役会議長、武田薬品工業取締役会議長、日本経団連副会長、経済産業省総合資源エネルギー調査会会長、公立大学法人大阪名誉特別顧問等を歴任。広島県広島市生まれ、島根県浜田市育ち。

## 経歴
広島市生まれ、1945年原爆投下の2ヵ月前に島根県浜田市に疎開しその後は同市で育つ。島根県立浜田高校を経て1963年、大阪市立大学工学部卒業。ブルドーザーの設計技術者として小松製作所入社。1989年取締役、1990年小松ドレッサーカンパニー（現コマツアメリカ）社長、1994年常務取締役 1997年専務取締役、1999年代表取締役副社長を経て2001年、同社代表取締役社長兼CEO就任、2007年同社代表取締役会長就任、2010年同社取締役会長就任、2013年同社取締役相談役就任。2013年同社相談役特別顧問。2009年度から義務付けられた役員報酬開示制度では、報酬額1億2000万円であることが公表された。
コマツ創立以来初の赤字800億円計上という厳しい時期の就任であったが、構造改革の断行により2003年3月期には約330億円の営業黒字というV字回復を達成。欧米はもちろん、中国、東南アジア、インド、アフリカなどの新興国にグローバル展開を進め、2007年度は1700億円の経常利益を記録、2009年3月期には売上高2兆円、世界第2位の建設機械メーカーに導く。日本経済新聞の企業評価ランキング「PRISM（多角的企業評価システム）」で、2001年231位だったコマツを2007年、2008年連続1位とした。2008年デミング賞本賞受賞。2009年には米ハーバードビジネスレビュー誌の「在任中に実績をあげた実行力のある最高経営責任者(CEO)」のトップ100に、日本人トップの17位に選出された。
日本経済団体連合会（経団連）評議員会副議長、環境安全委員会委員長、日本ロシア経済委員会副委員長、公益財団法人日印協会理事・副会長。国家戦略特別区域諮問会議議員、まち・ひと・しごと創生会議構成員、日中経済協会副会長などの要職を務め、経団連サブサハラ（サハラ以南）地域委員会委員長として対人地雷除去活動なども行っている。
2008年6月野村ホールディングス取締役、東京エレクトロン取締役。2010年2月、大阪市立大学名誉博士。2010年5月、経団連副会長就任。同年6月小松製作所取締役会長。2011年3月旭硝子取締役。2011年日本品質管理学会会長。2013年4月小松製作所取締役相談役。同年6月小松製作所相談役。同年、産業競争力会議議員。2014年6月武田薬品工業取締役。2014年7月、経済産業省総合資源エネルギー調査会会長。2014年11月、旭日大綬章。2015年6月鹿島建設取締役。2018年、株式会社産業革新投資機構取締役会議長、産業革新投資委員会委員長。2017年6月武田薬品工業取締役会議長。2019年7月小松製作所顧問、日本ディープラーニング協会特別顧問。2019年7月復興庁福島浜通り地域の国際教育研究拠点に関する有識者会議座長。12月公立大学法人大阪名誉特別顧問。
またコマツと縁の深い松井秀喜と2003年キャラクター契約を結び、現在も継続してサポートを続ける。
週1回はどこかで講演をおこなう。

## テレビ出演
- 日経スペシャル カンブリア宮殿 （テレビ東京）
  - 「世界に羽ばたく日本のモノづくり～どん底からのダントツ経営改革に学べ！」（2008年2月4日）- コマツ会長として出演[22]。
  - 百戦錬磨ゲスト×ものづくり新世代 ものづくり若武者スペシャル ～造り方を変えろ！世界を変えろ！90分拡大版～（2014年1月9日）- コマツ相談役として出演[23]。

## 著書
- 『限りないダントツ経営への挑戦 強みを磨き弱みを改革』（2006年7月29日、日科技連出版社）ISBN 487183767X
  - 『限りないダントツ経営への挑戦 強みを磨き弱みを改革 増補版』（2009年2月28日、日科技連出版社）ISBN 9784817193001
- 『ダントツ経営 コマツが目指す「日本国籍グローバル企業」』（2011年4月11日、日本経済新聞出版社）ISBN 9784532316853
- 『言葉力が人を動かす 結果を出すリーダーの見方・考え方・話し方』（2012年2月25日、東洋経済新報社）ISBN 9784492533055
- 『私の経営学(3)』（著者:畑中利元 坂根正弘 東哲郎 石田隆一 利島康司）（2012年9月1日、商工中金経済研究所）ISBN 9784904735121
- 『「経営」が見える魔法のメガネ 究極の「見える化」教えます』（2013年7月12日、日経BP社）ISBN 9784822274214
- 『ダントツの強みを磨け 私の履歴書』 （2015年10月23日、日本経済新聞出版社）ISBN 9784532320119